# L'Envers du paradis (roman)
Pour les articles homonymes, voir L'Envers du paradis.
L'Envers du paradis (This Side of Paradise), aussi traduit en français sous le titre Loin du paradis,, est le premier roman de F. Scott Fitzgerald. Publié en 1920, et tirant son titre d'un poème de Rupert Brooke intitulé Tiare Tahiti, ce livre dépeint les mœurs de la jeunesse de l'après-guerre. Le héros, Amory Blaine, est un étudiant de l'université de Princeton qui végète en Lettres avant de voir ses ambitions personnelles contrariées par les événements.

## Publication
L'Envers du Paradis fut distribué le 26 mars 1920, dans un premier tirage de 3 000 exemplaires. Le livre est épuisé en trois jours, ce qui confirme les prévisions qui avaient été faites quant à son succès. Marc Sullivan écrit dans sa critique sociale des États-Unis Our Times que ce premier livre de F. Scott Fitzgerald avait "certainement pour caractéristique, sinon de créer une génération, en tout cas d'attirer l'attention du monde sur une génération". Le livre atteint les  35 000 exemplaires vendus en sept mois.
Le 30 mars, quatre jours après la première publication et le lendemain de son épuisement, Scott envoie un message à Zelda pour l'inciter à venir l'épouser à New York. Le 3 avril 1920, soit une semaine après la sortie du livre, Zelda et Scott se marient à New York,.

## Personnages principaux
La plupart des personnages sont inspirés des proches de Fitzgerald :
Amory BlaineLe protagoniste du livre représente clairement son auteur. Tous deux viennent du Midwest, ont étudié à Princeton, vécurent une romance sans lendemain avec une débutante, ont servi dans l'armée, avant de vivre un nouvel échec sentimental avec une autre jeune débutante (même si après la publication du roman, Scott retrouvera Zelda).
Beatrice BlaineLa mère du héros était plus inspirée par la mère d'une connaissance que par sa propre mère.
Isabelle BorgéLe premier amour d'Amory s'inspire du premier amour de Scott, la débutante de Chicago Ginevra King.
Monsignor DarcyLe mentor spirituel de Blaine est directement la transposition de Monseigneur Fay que l'auteur connaissait depuis Minneapolis.
Rosalind ConnageLe second amour d'Amory est aussi le second amour de Scott, Zelda Sayre. Mais contrairement à Zelda, Rosalind est originaire de New York. Rosalind est également en partie inspirée par le personnage de Beatrice Normandy du roman Tono-Bungay de H. G. Wells.
Thomas Parke D'Invilliersl'un des amis proches de Blaine (que l'on retrouve en auteur fictionnel du poème ouvrant Gatsby le Magnifique) est aisément reconnaissable comme l'ami et le camarade d'études de Scott, le poète John Peale Bishop.

## Biographie
- (en) Matthew Joseph Bruccoli, Some Sort of Epic Grandeur : The Life of F. Scott Fitzgerald, Columbia (S.C.), presses de l'université de Caroline du Sud, 2002, 2e éd., 656 p. (ISBN 1-57003-455-9).